# يان هولاند
يان هولاند (بالإنجليزية: Ian Holland)‏ (3 أكتوبر 1990 في الولايات المتحدة - ) هو لاعب كريكت أسترالي. لعب مع فريق فكتوريا للكريكت ونادي مقاطعة هامبشاير للكريكت ‏.

## وصلات خارجية
- يان هولاند على موقع إي آس بي آن كريك إنفو (الإنجليزية)